# Allodia czernyi
Allodia czernyi är en tvåvingeart som först beskrevs av Landrock 1912.  Allodia czernyi ingår i släktet Allodia och familjen svampmyggor. Arten är reproducerande i Sverige. Inga underarter finns listade i Catalogue of Life.